# Poluição do solo

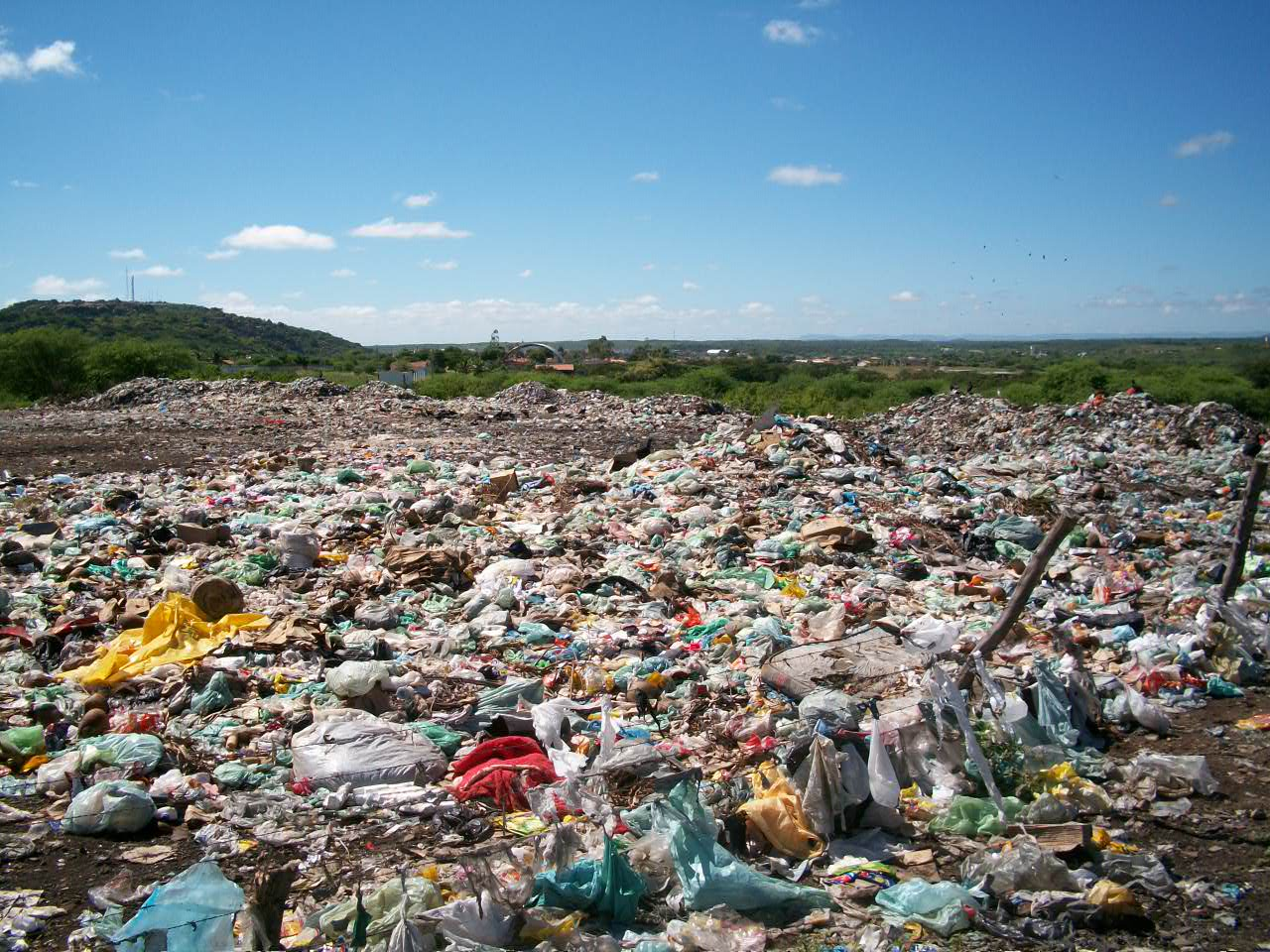
Lixão na cidade de Sumé (Paraíba)

A poluição do solo é a ocorrência de poluição deste acima de certos níveis, causando a deterioração ou perda de uma ou mais das funções do solo. Consiste na presença indevida no solo de elementos químicos estranhos, como os resíduos sólidos ou afluentes líquidos produzidos pelo homem, que prejudicam as formas de vida e seu desenvolvimento regular.
É tipicamente causada por atividade industrial, agrotóxicos ou descarte irregular de resíduo sólido. Os tipos de poluentes mais comuns são derivados de petróleo, hidrocarbonetos aromáticos policíclicos (como naftaleno e benzo(a)pireno), solventes, pesticidas, chumbo e outros metais pesados. A contaminação é correlacionada com o grau de industrialização e intensidade da substância química. A preocupação em relação à contaminação do solo surge primariamente relacionada a riscos à saúde, provenientes do contato direto com o solo contaminado, vapor dos contaminantes, ou por contaminação secundária através de recursos hídricos contaminados pelo contato com o solo. O mapeamento e consequente despoluição do solo contaminado demandam tempo e alocação de recursos financeiros, requerem especialistas em geologia, hidrologia, química, modelagem computacional, etc., além de estudo da história da química industrial.

## Causas
A poluição do solo pode ser causada pelos seguintes (listagem não exaustiva): 
- Microplásticos
- Derramamento de petróleo
- Mineração e atividades de outras indústrias pesadas
- Derramamentos acidentais que podem ocorrer durante atividades, etc.
- Corrosão de tanques de armazenamento subterrâneos (incluindo encanamento usado para transporte dos conteúdos)
- Chuva ácida
- Agricultura intensiva
- Agroquímicos, como pesticidas, herbicidas e fertilizantes
- Petroquímicos
- Acidentes industriais
- Resíduos rodoviários
- Atividades de construção civil
- Tintas à base de chumbo
- Drenagem de águas superficiais contaminadas para o solo
- Munições, agentes químicos e outros agentes de guerra
- Descarte de resíduos
  - Despejo de petróleo e combustíveis
  - Resíduos nucleares
  - Despejo direto de resíduos industriais no solo
  - Descarte de esgoto
  - Aterros sanitários e despejo ilegal
  - Cinzas volantes
  - Lixo eletrônico
  - Resíduos contaminados por rochas contendo grandes quantidades de elementos tóxicos
  - Resíduos contaminados com Chumbo devido a gases de exaustão de veículos, Cádmio, e Zinco vindo do desgaste de pneus.
  - Poluentes atmosféricos vindos da incineração de matérias-primas fósseis

Os químicos mais comumente envolvidos são hidrocarbonetos de petróleo, solventes, pesticidas, chumbo e outros metais pesados.
Qualquer atividade que leve a outras formas de degradação do solo (erosão, compactação, etc.) pode indiretamente agravar os efeitos da poluição, na medida em que a remediação do solo se torna mais lenta.
A deposição histórica de cinzas de carvão usadas para aquecimento residencial, comercial e industrial, bem como para processos industriais, como fundição de minério, era uma fonte comum de contaminação em áreas industrializadas antes de 1960. O carvão concentra naturalmente chumbo e zinco durante sua formação, bem como outros metais pesados em menor grau. Quando o carvão é queimado, a maioria desses metais fica concentrada nas cinzas (a principal exceção é o mercúrio). Cinzas volantes e escórias de carvão podem conter chumbo suficiente para serem qualificadas como "resíduos perigosos característicos", definidos nos EUA como contendo mais de 5 mg/L de chumbo extraível usando o procedimento TCLP. Além do chumbo, as cinzas de carvão normalmente contêm concentrações variáveis, mas significativas, de hidrocarbonetos aromáticos polinucleares (HAPs; por exemplo, benzo(a)antraceno, benzo(b)fluoranteno, benzo(k)fluoranteno, benzo(a)pireno, indeno(cd) pireno, fenantreno, antraceno e outros). Esses HAPs são conhecidos como carcinógenos humanos e suas concentrações aceitáveis no solo são normalmente em torno de 1 mg/kg. Cinzas e escórias de carvão podem ser reconhecidas pela presença de grãos esbranquiçados no solo, solo cinza heterogêneo ou (escória de carvão) grãos borbulhantes e vesiculares do tamanho de seixos.
O lodo de esgoto tratado, conhecido na indústria como biossólido, tornou-se controverso como "fertilizante". Por ser subproduto do tratamento de esgoto, geralmente contém mais contaminantes, como organismos, pesticidas e metais pesados, do que outros tipos de solo.

### Pesticidas e herbicidas
Um pesticida é uma substância usada para matar uma praga. Um pesticida pode ser uma substância química, um agente biológico (como um vírus ou uma bactéria), um antimicrobiano, um desinfetante ou um dispositivo utilizado contra qualquer praga. Pragas incluem insetos, patógenos de plantas, ervas daninhas, moluscos, pássaros, mamíferos, peixes, nematóides (lombrigas) e micróbios que competem com os humanos por comida, destroem propriedades, espalham ou são vetores de doenças, ou causam incômodo. Embora existam benefícios no uso de pesticidas, também existem desvantagens, como a potencial toxicidade para humanos e outros organismos.
Herbicidas são usados para matar ervas daninhas, especialmente em calçadas e ferrovias. Eles são semelhantes às auxinas e a maioria é biodegradável pelas bactérias do solo. Porém, um grupo derivado do trinitrotolueno (2:4 D e 2:4:5 T) contém a impureza dioxina, que é muito tóxica e causa fatalidade mesmo em baixas concentrações. Outro herbicida é o Paraquat. É altamente tóxico, mas degrada-se rapidamente no solo devido à ação de bactérias e não mata a fauna do solo.
Os inseticidas são usados para livrar as fazendas de pragas que danificam as colheitas. Os insetos danificam não só as culturas em pé, mas também as armazenadas e, nos trópicos, calcula-se que um terço da produção total se perde durante o armazenamento de alimentos. Tal como acontece com os fungicidas, os primeiros inseticidas utilizados no século XIX eram inorgânicos, por exemplo, Paris Green e outros compostos de arsênico. A nicotina também tem sido usada desde 1690.
Existem agora dois grupos principais de inseticidas sintéticos:
1. Organoclorados: Incluem DDT, Aldrina, Dieldrina e BHC. Eles são baratos de produzir, potentes e persistentes. O DDT foi utilizado em grande escala a partir da década de 1930, com um pico de 72.000 toneladas utilizadas em 1970. Depois, a utilização caiu à medida que os efeitos ambientais nocivos foram notados. Ele foi encontrado em todo o mundo em peixes e pássaros e até foi descoberto na neve da Antártica. É apenas ligeiramente solúvel em água, mas é muito solúvel na corrente sanguínea. Afeta os sistemas nervoso e endócrino e faz com que as cascas dos ovos das aves tenham falta de cálcio, tornando-as facilmente quebráveis. Pensa-se que seja responsável pelo declínio do número de aves de rapina, como as águias-pescadoras e os falcões-peregrinos, na década de 1950 – estão agora em recuperação. Além do aumento da concentração através da cadeia alimentar, sabe-se que entra através de membranas permeáveis, de modo que os peixes o adquirem pelas guelras. Por ter baixa solubilidade em água, tende a permanecer na superfície da água, por isso os organismos que ali vivem são os mais afetados. O DDT encontrado em peixes que faziam parte da cadeia alimentar humana causou preocupação, mas os níveis encontrados nos tecidos do fígado, rins e cérebro foram inferiores a 1 ppm e na gordura foram 10 ppm, o que estava abaixo do nível suscetível de causar danos. No entanto, o DDT foi proibido no Reino Unido e nos Estados Unidos para impedir a sua acumulação na cadeia alimentar. Os fabricantes dos EUA continuaram a vender DDT aos países em desenvolvimento, que não podiam pagar os caros produtos químicos de substituição e que não tinham regulamentações tão rigorosas ao uso de pesticidas.
2. Organofosfatos: por exemplo, paration, metil-paration e cerca de 40 outros inseticidas estão disponíveis nacionalmente. O paration é altamente tóxico, o metil-paration é menos e o malation é geralmente considerado seguro, pois tem baixa toxicidade e é rapidamente decomposto no fígado dos mamíferos. Este grupo atua impedindo a transmissão nervosa normal, pois a colinesterase é impedida de quebrar a substância transmissora acetilcolina, resultando em movimentos musculares descontrolados.

### Agentes de guerra
O descarte de munições e a falta de cuidado na fabricação de munições causada pela urgência da produção podem contaminar o solo por longos períodos. Há pouca evidência publicada sobre este tipo de contaminação, em grande parte devido às restrições impostas pelos governos de muitos países à publicação de material relacionado com o esforço de guerra. No entanto, o gás mostarda armazenado durante a Segunda Guerra Mundial contaminou alguns locais durante até 50 anos e os testes do antraz como potencial arma biológica contaminaram toda a ilha de Gruinard.

## Saúde Humana

### Exposição ao solo contaminado
O solo contaminado ou poluído afeta diretamente a saúde humana através do contato direto com ele mesmo ou através da inalação de seus contaminantes que se vaporizam. Ameaças potencialmente maiores são representadas pela infiltração de contaminação do solo em aquíferos subterrâneos usados para consumo humano, às vezes em áreas aparentemente distantes de qualquer fonte aparente de contaminação acima do solo. Através desse fenômeno, metais tóxicos também podem se acumular e subir na cadeia alimentar através de plantas que residem em solos que contêm altas concentrações dessas substâncias. Isso tende a resultar no desenvolvimento de doenças relacionadas à poluição.

### Vias de exposição
A maioria das exposições é acidental e pode ocorrer através de:
- Ingestão direta de poeira ou solo;
- Ingestão de alimentos ou vegetais cultivados em solo contaminado ou com alimentos em contato com contaminantes;
- Contato da pele com poeira ou solo;
- Vapores do solo;
- Inalação de nuvens de poeira ao trabalhar em solos ou em ambientes com vento;

Apesar do exposto, alguns estudos estimam que 90% da exposição ocorre através da ingestão de alimentos contaminados.

### Consequências
As consequências para a saúde da exposição à contaminação do solo variam muito dependendo do tipo de poluente, da via de ataque e da vulnerabilidade da população exposta. Os pesquisadores sugerem que pesticidas e metais pesados no solo podem prejudicar a saúde cardiovascular, assim como causar inflamação e alterações no relógio interno do corpo.
A exposição crônica ao cromo, chumbo e outros metais, petróleo, solventes e muitas formulações de pesticidas e herbicidas pode ser cancerígena, podendo causar distúrbios congênitos ou causar outras condições crônicas de saúde. Concentrações industriais ou artificiais de substâncias naturais, como nitrato e amônia associadas ao esterco de gado proveniente de operações agrícolas, também foram identificadas como perigos para a saúde no solo e nas águas subterrâneas.
A exposição crônica ao benzeno em concentrações suficientes é conhecida por estar associada a uma maior incidência de leucemia. Mercúrio e ciclodienos são conhecidos por induzir maiores incidências de danos nos rins e algumas doenças irreversíveis. PCBs e ciclodienos estão ligados à toxicidade hepática. Organofosforados e carbonatos podem causar uma cadeia de respostas que levam ao bloqueio neuromuscular. Muitos solventes clorados induzem alterações no fígado, alterações nos rins e depressão do sistema nervoso central. Existe um espectro inteiro de outros efeitos à saúde, como dor de cabeça, náusea, fadiga, irritação nos olhos e erupção cutânea para os produtos químicos citados acima e outros. Em doses suficientes, um grande número de contaminantes do solo pode causar morte por exposição através do contato direto, inalação ou ingestão de contaminantes na água subterrânea contaminada através do solo.

### Avaliação de risco
O Governo Escocês encarregou o Institute of Occupational Medicine de realizar uma revisão dos métodos para avaliar o risco à saúde humana decorrente de terrenos contaminados. O objetivo geral do projeto é elaborar orientações que sejam úteis às Autoridades Locais escocesas na avaliação de se os locais representam uma possibilidade significativa de danos significativos (SPOSH) à saúde humana. Prevê-se que o resultado do projeto seja um documento curto que forneça orientações de alto nível sobre avaliação de risco à saúde, com referência às orientações e metodologias publicadas existentes que foram identificadas como sendo particularmente relevantes e úteis. O projeto examinará como as diretrizes políticas foram desenvolvidas para determinar a aceitabilidade dos riscos à saúde humana e proporá uma abordagem para avaliar o que constitui risco inaceitável de acordo com os critérios para SPOSH definidos na legislação e nas Orientações Estatutárias Escocesas.

## Efeitos no ecossistema
Como esperado, contaminantes do solo podem ter consequências prejudiciais significativas para os ecossistemas. Existem mudanças radicais na química do solo que podem surgir a partir da presença de muitos produtos químicos perigosos, mesmo em baixa concentração da espécie contaminante. Essas mudanças podem se manifestar na alteração do metabolismo de microrganismos endêmicos e artrópodes residentes em um determinado ambiente de solo. O resultado pode ser a erradicação virtual de parte da cadeia alimentar primária, o que, por sua vez, pode ter consequências graves para espécies predadoras ou consumidoras. Mesmo que o efeito químico nas formas de vida inferiores seja pequeno, os níveis mais baixos da pirâmide alimentar podem ingerir produtos químicos estranhos, que normalmente se tornam mais concentrados a cada nível de consumo da cadeia alimentar. Muitos desses efeitos são agora bem conhecidos, como a concentração de materiais DDT persistentes para consumidores de aves, levando ao enfraquecimento das cascas de ovos, aumento da mortalidade de filhotes e potencial extinção de espécies.
Os efeitos ocorrem em terras agrícolas que apresentam certos tipos de contaminação do solo. Os contaminantes normalmente alteram o metabolismo das plantas, geralmente causando uma redução na produção agrícola. Isso tem um efeito secundário na conservação do solo, pois as plantações debilitadas não podem proteger o solo da Terra da erosão. Alguns desses contaminantes químicos têm longas meias-vidas e, em outros casos, produtos químicos derivados são formados a partir da decomposição de contaminantes do solo primários.

### Potenciais efeitos de contaminantes nas funções do solo
Metais pesados e outros contaminantes do solo podem afetar adversamente a atividade, composição de espécies e abundância de microrganismos do solo, ameaçando assim funções do solo, como o ciclo bioquímico de carbono e nitrogênio. No entanto, os contaminantes do solo também podem se tornar menos biodisponíveis com o tempo, e microrganismos e ecossistemas podem se adaptar às condições alteradas. As propriedades do solo, como pH, teor de matéria orgânica e textura, são muito importantes e modificam a mobilidade, biodisponibilidade e toxicidade de poluentes em solos contaminados. A mesma quantidade de contaminante pode ser tóxica em um solo, mas totalmente inofensiva em outro solo. Isso enfatiza a necessidade de avaliação de riscos e medidas específicas para o solo.

## Opções de Limpeza
A limpeza ou remediação ambiental é analisada por cientistas ambientais que utilizam medições de campo de produtos químicos do solo e também aplicam modelos de computador (SIG em Contaminação Ambiental) para analisar o transporte e o destino de produtos químicos do solo. Várias tecnologias foram desenvolvidas para remediação de solo e sedimentos contaminados com óleo.
Existem várias estratégias principais para remediação:
- Escave o solo e leve-o para um local de descarte longe de vias de acesso prontas para contato humano ou com ecossistemas sensíveis. Essa técnica também se aplica à dragagem de lodos de baías contendo toxinas.
- Aeração de solos no local contaminado (com risco associado de criação de poluição atmosférica)
- Remediação térmica pela introdução de calor para elevar as temperaturas do subsolo suficientemente altas para volatilizar os contaminantes químicos do solo para extração de vapor. As tecnologias incluem ISTD, aquecimento por resistência elétrica (ERH) e ET-DSP.
- Biorremediação, envolvendo digestão microbiana de certos produtos químicos orgânicos. As técnicas utilizadas na biorremediação incluem cultivo de terras, bioestimulação e bioaumento da biota do solo com microrganismos disponíveis comercialmente.
- Extração de água subterrânea ou vapor do solo com um sistema eletromecânico ativo, com subsequente remoção dos contaminantes do extrato.
- Confinamento dos contaminantes do solo (como por cobertura ou pavimentação no local).
- Fitorremediação, ou o uso de plantas (como salgueiros) para extrair metais pesados.
- Micorremediação, ou o uso de fungos para metabolizar contaminantes e acumular metais pesados.
- Remediação de sedimentos contaminados com óleo com microbolhas de ar autocolapsantes.[26]
- Lixiviação de surfactante
- Evaporação solar interfacial para extrair íons de metais pesados do solo úmido.[27]

## Por país
Vários padrões nacionais para concentrações de contaminantes específicos incluem os Objetivos de Remediação Preliminar da Região 9 da EPA dos Estados Unidos (U.S. PRGs), as Concentrações Baseadas em Risco da Região 3 da EPA dos Estados Unidos (U.S. EPA RBCs) e a Diretriz do Conselho Nacional de Proteção Ambiental da Austrália sobre Níveis de Investigação em Solo e Água Subterrânea.

### República Popular da China
O imenso e sustentado crescimento da República Popular da China desde a década de 1970 teve um preço para a terra, com o aumento da poluição do solo. O Ministério da Ecologia e Meio Ambiente acredita que a poluição é uma ameaça ao meio ambiente, à segurança alimentar e à agricultura sustentável. De acordo com uma amostragem científica, 150 milhões de mu (100.000 quilômetros quadrados) de terras cultiváveis da China foram poluídas, com água contaminada sendo usada para irrigar mais 32,5 milhões de mu (21.670 quilômetros quadrados) e outros 2 milhões de mu (1.300 quilômetros quadrados) cobertos ou destruídos por resíduos sólidos. No total, a área representa um décimo das terras cultiváveis da China e está principalmente em áreas economicamente desenvolvidas. Estima-se que 12 milhões de toneladas de grãos sejam contaminadas por metais pesados todos os anos, causando perdas diretas de 20 bilhões de yuans (US$ 2,57 bilhões). Uma pesquisa recente mostra que 19% dos solos agrícolas estão contaminados com metais pesados e metalóides. E a taxa desses metais pesados no solo aumentou drasticamente.

### União Europeia
De acordo com os dados recebidos dos Estados-Membros, na União Europeia o número de potenciais sítios contaminados estimados é superior a 2,5 milhões e os sítios contaminados identificados em torno de 342 mil. Os resíduos municipais e industriais contribuem mais para a contaminação do solo (38%), seguido pelo setor industrial/comercial (34%). Óleo mineral e metais pesados são os principais contaminantes, contribuindo com cerca de 60% para a contaminação do solo. Em termos de orçamento, estima-se que a gestão de sítios contaminados custe cerca de 6 bilhões de euros (€) por ano.

### Reino Unido
Orientações genéricas comumente usadas no Reino Unido são os Valores de Diretriz de Solo publicados pelo Departamento de Meio Ambiente, Alimentação e Assuntos Rurais (DEFRA) e pela Agência de Meio Ambiente. Estes são valores de triagem que demonstram o nível mínimo aceitável de uma substância. Acima disso, não pode haver garantias em termos de risco significativo de danos à saúde humana. Estes foram derivados utilizando o Modelo de Avaliação de Exposição a Terrenos Contaminados (CLEA UK). Certos parâmetros de entrada, como Valores de Critérios de Saúde, idade e uso do solo, são inseridos no CLEA UK para obter uma saída probabilística.
As orientações do Comitê Interdepartamental para Reaproveitamento de Terrenos Contaminados (ICRCL) foram formalmente retiradas pelo DEFRA, para uso como documento prescritivo para determinar a necessidade potencial de remediação ou avaliação posterior.
O modelo CLEA publicado pela DEFRA e pela Agência de Meio Ambiente (EA) em março de 2002 estabelece um marco para a avaliação apropriada de riscos à saúde humana decorrentes de terrenos contaminados, conforme exigido pela Parte IIA da Lei de Proteção Ambiental de 1990. Como parte desta estrutura, Valores de Diretriz de Solo (SGVs) genéricos foram atualmente derivados para dez contaminantes para serem usados como "valores de intervenção". Estes valores não devem ser considerados como alvos de remediação, mas valores acima dos quais uma avaliação mais detalhada deve ser considerada; consulte os padrões holandeses.
Três conjuntos de SGVs CLEA foram produzidos para três diferentes usos do solo, a saber
- residencial (com e sem captação de plantas);
- alocações;
- comercial/industrial.

Pretende-se que os SGVs substituam os antigos valores ICRCL. Os SGVs CLEA referem-se à avaliação de riscos crônicos (de longo prazo) à saúde humana e não se aplicam à proteção de trabalhadores em construção, ou outros receptores potenciais, como águas subterrâneas, edifícios, plantas ou outros ecossistemas. Os SGVs CLEA não são diretamente aplicáveis a um local completamente coberto por endurecimento, pois não há rota direta de exposição a solos contaminados.
Até o momento, os primeiros dez dos cinquenta e cinco SGVs contaminantes foram publicados, para os seguintes: arsênio, cádmio, crômio, chumbo, mercúrio inorgânico, níquel, selênio, etilbenzeno, fenol e tolueno. Os SGVs provisórios para benzeno, naftaleno e xileno foram produzidos, mas sua publicação está suspensa. Dados toxicológicos (Tox) foram publicados para cada um desses contaminantes, bem como para benzo[a]pireno, benzeno, dioxinas, furanos e PCBs semelhantes à dioxina, naftaleno, cloreto de vinilo, 1,1,2,2,2 tetracloroetano e 1,1,1,2 tetracloroetano, 1,1,1 tricloroetano, tetracloroetileno, tetracloreto de carbono, 1,2-dicloroetano, tricloroetileno e xileno. Os SGVs para etilbenzeno, fenol e tolueno dependem do teor de matéria orgânica do solo (SOM) (que pode ser calculado a partir do teor de carbono orgânico total (COT)). Como triagem inicial, os SGVs para 1% SOM são considerados apropriados.

### Canadá
Em fevereiro de 2021, havia um total de mais de 2.500 sítios contaminados no Canadá. Um dos sítios contaminados mais infames está localizado perto de um local de fundição de níquel-cobre em Sudbury, Ontário. Um estudo que investigou a poluição por metais pesados na vizinhança da fundição revelou que níveis elevados de níquel e cobre foram encontrados no solo; valores chegando a 5.104 ppm de Ni e 2.892 ppm de Cu dentro de um raio de 1,1 km da localização da fundição. Outros metais também foram encontrados no solo; esses metais incluem ferro, cobalto e prata. Além disso, ao examinar a vegetação diferente ao redor da fundição, ficou evidente que ela também havia sido afetada; os resultados mostram que as plantas continham níquel, cobre e alumínio como resultado da contaminação do solo.

### Índia
Em março de 2009, a questão do envenenamento por urânio em Punjab atraiu a cobertura da imprensa. Alegou-se que foi causada por lagoas de cinzas volantes de usinas térmicas, que supostamente levam a graves defeitos congênitos em crianças nos distritos de Faridkot e Bhatinda de Punjab. Os noticiários afirmaram que os níveis de urânio eram mais de 60 vezes o limite máximo de segurança. Em 2012, o governo da Índia confirmou que a água subterrânea no cinturão de Malwa de Punjab tem urânio que é 50% superior aos limites de traço estabelecidos pela Organização Mundial da Saúde (OMS) das Nações Unidas. Estudos científicos, baseados em mais de 1.000 amostras de vários pontos de amostragem, não conseguiram rastrear a fonte até as cinzas volantes e quaisquer fontes de usinas térmicas ou da indústria, como inicialmente alegado. O estudo também revelou que a concentração de urânio na água subterrânea do distrito de Malwa não é 60 vezes maior que os limites da OMS, mas apenas 50% maior que o limite da OMS em 3 locais. Essa concentração mais alta encontrada nas amostras foi menor do que aquelas encontradas naturalmente nas águas subterrâneas atualmente utilizadas para fins humanos em outros lugares, como a Finlândia. Pesquisas estão em andamento para identificar fontes naturais ou outras fontes de urânio.